# Jane Mejlvang
Jane Sønderbæk Mejlvang (født 2. august 1995) er en dansk håndboldspiller som spiller for Ringkøbing Håndbold i Damehåndboldligaen. Hun har tidligere spillet for  Tarm-Foersum GF, Ringkøbing Håndbold, Silkeborg-Voel KFUM og FC Midtjylland Håndbold.
Hun var med til at vinde det danske mesterskab tilbage i 2015, sammen med FC Midtjylland Håndbold, efter finalesejre over Team Esbjerg.